# Cyphophanes khitchakutensis
Cyphophanes khitchakutensis is een vlinder uit de familie van de bladrollers (Tortricidae). De wetenschappelijke naam van de soort is voor het eerst geldig gepubliceerd in 2014 door Sopita Muadsub & Nantasak Pinkaew.

## Type
- holotype: "male. 14-15.XII.2012. leg. N. Pinkaew. genitalia slide NP1849"
- instituut: BMNH, Londen, Engeland
- typelocatie: "Thailand, Chanthaburi Prov., Khao Khitchakut N.P., 12°51'04"N 102°12'10"E, ca. 98 m"